# West Crossett
West Crossett statisztikai település az USA Arkansas államában, Ashley megyében. Lakosainak száma 1144 fő (2020. április 1.).